# Saint-Léger-en-Bray
Saint-Léger-en-Bray é uma comuna francesa na região administrativa de Altos da França, no departamento de Oise. Estende-se por uma área de 4,43 km². Em 2010 a comuna tinha 357 habitantes (densidade: 80,6 hab./km²).